# Dietmar Barsig

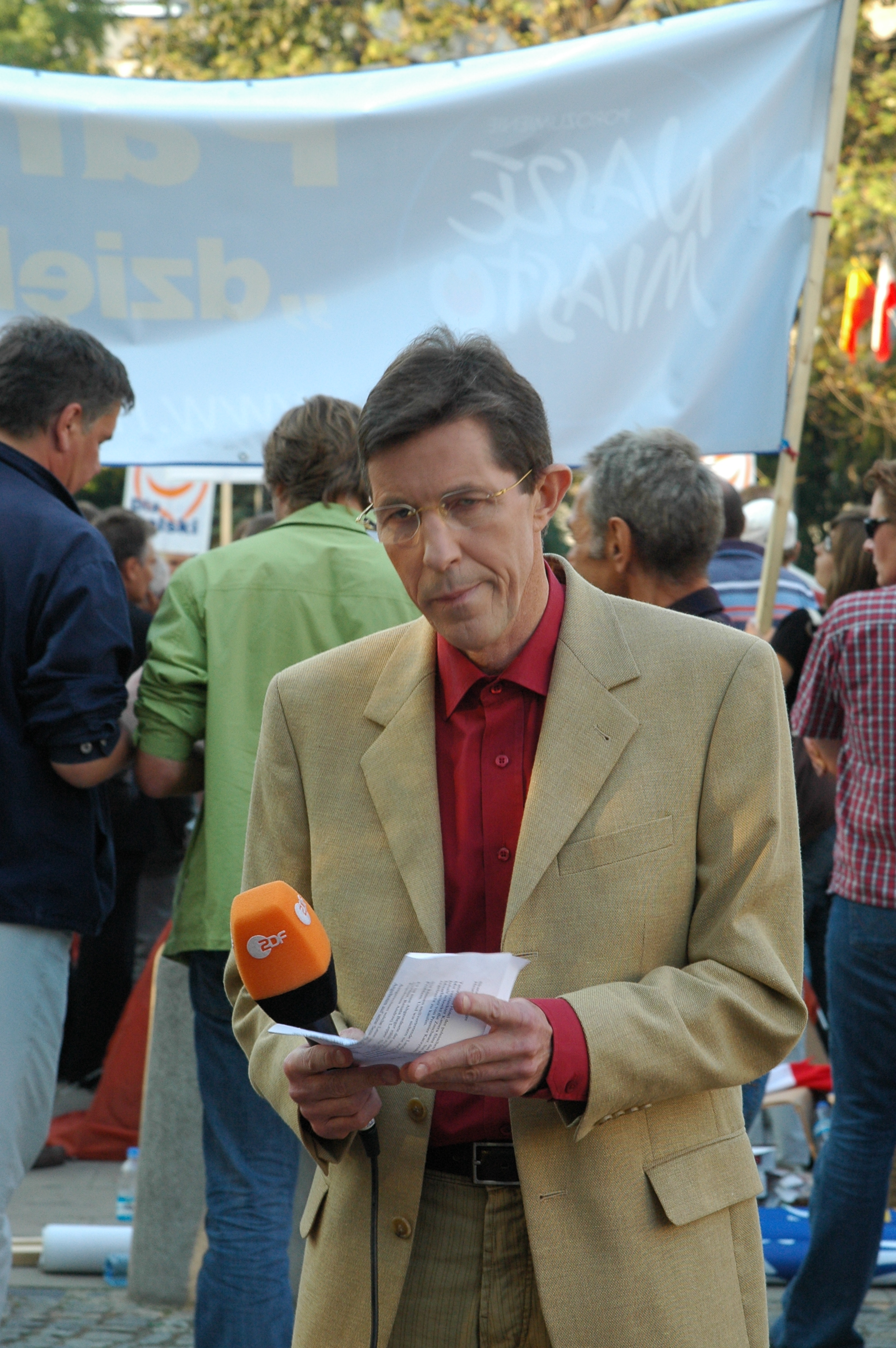
Dietmar Barsig im Sommer 2006 als Korrespondent des ZDF in Warschau

Dietmar Barsig  (* 2. Juli 1951 in Hannover; † 31. Januar 2011) war ein deutscher Journalist und Korrespondent des ZDF.

## Leben und Wirken
Dietmar Barsig absolvierte von 1971 bis 1972 die Deutsche Journalistenschule in München. Anschließend studierte er von 1974 bis 1978 in den USA Journalistik und Geschichte an der University of Minnesota.
Seit dem Jahr 1979 war Dietmar Barsig beim ZDF tätig. Er begann seine journalistische Karriere in der Redaktion der heute-Nachrichten. 1981 wurde er Redakteur im ZDF-Landesstudio Baden-Württemberg. Nach einer Zwischenstation als Assistent des ZDF-Chefredakteurs Reinhard Appel wechselte Barsig 1988 zum Politmagazin Kennzeichen D.
In den Jahren 1990 bis 1995 arbeitete Barsig zunächst als Redakteur im Landesstudio Schleswig-Holstein. 1995 übernahm er die Leitung des Studios. Im Rahmen seiner Tätigkeit hatte Barsig auch die Zuständigkeit für die Berichterstattung aus Skandinavien und den baltischen Staaten. Von 2002 bis zu seinem gesundheitsbedingten Ausscheiden im Dezember 2010 war Barsig Leiter des ZDF-Studios in Warschau. Das Berichtsgebiet der baltischen Staaten betreute er von dort weiterhin.
In Anerkennung für die Berichterstattung über die litauische Unabhängigkeitsbewegung wurde Barsig 1992 mit dem litauischen Verdienstorden 13. Januar ausgezeichnet.
Dietmar Barsig war der ältere der beiden Söhne des ehemaligen Intendanten des Senders Freies Berlin und Journalisten Franz Barsig.